# 维耶奈
维耶奈（法語：Viennay，法語發音：[vjɛnɛ]）是法国德塞夫勒省的一个市镇，属于帕尔特奈区。

## 地理
维耶奈（46°41'26"N, 0°14'36"W）面积15.71 平方千米，位于法国新阿基坦大区德塞夫勒省，该省份为法国西部内陆省份，北起曼恩-卢瓦尔省，西接旺代省，南至夏朗德省和滨海夏朗德省，东临维埃纳省。
与维耶奈接壤的市镇（或旧市镇、城区）包括：阿马尤、图埃河畔沙蒂永、古尔热、拉容、拉佩拉特。

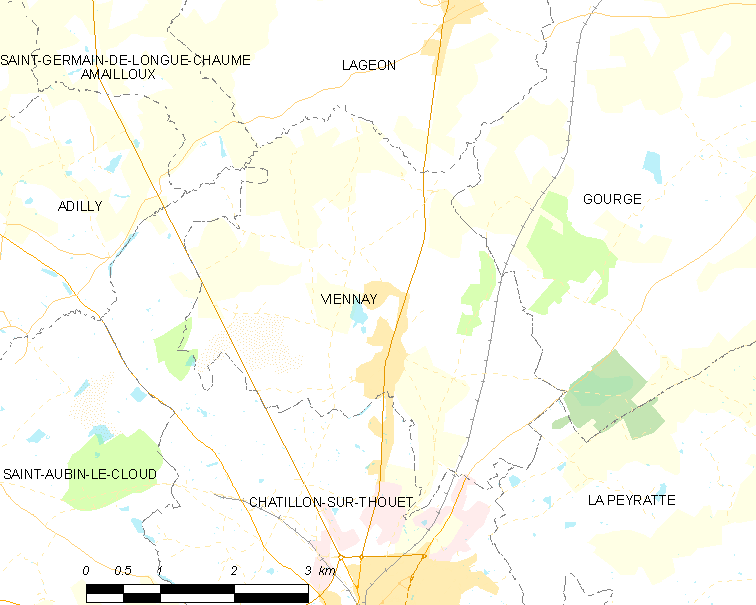
维耶奈的OSM定位图

维耶奈的时区为UTC+01:00、UTC+02:00（夏令时）。

## 行政
维耶奈的邮政编码为79200，INSEE市镇编码为79347。

## 政治
维耶奈所属的省级选区为帕尔特奈县。

## 人口

1962-2008年间维耶奈人口变化图示

维耶奈于2022年1月1日时的人口数量为1077人。